# Ríkharður Jónsson
Ríkharður Jónsson (ur. 12 listopada 1929, zm. 14 lutego 2017) – islandzki piłkarz i trener piłkarski, reprezentant kraju.
W reprezentacji występował w latach 1947-1965, zaliczając 33 mecze i zdobywając 17 bramek. Do momentu pobicia tego rekordu przez Eiðura Guðjohnsena w 2006 roku, był najlepszym strzelcem w historii islandzkiej drużyny narodowej. W 1955 został królem strzelców ligi islandzkiej. W latach 1969–1971 pełnił rolę selekcjonera Islandii.